# Sh2-264

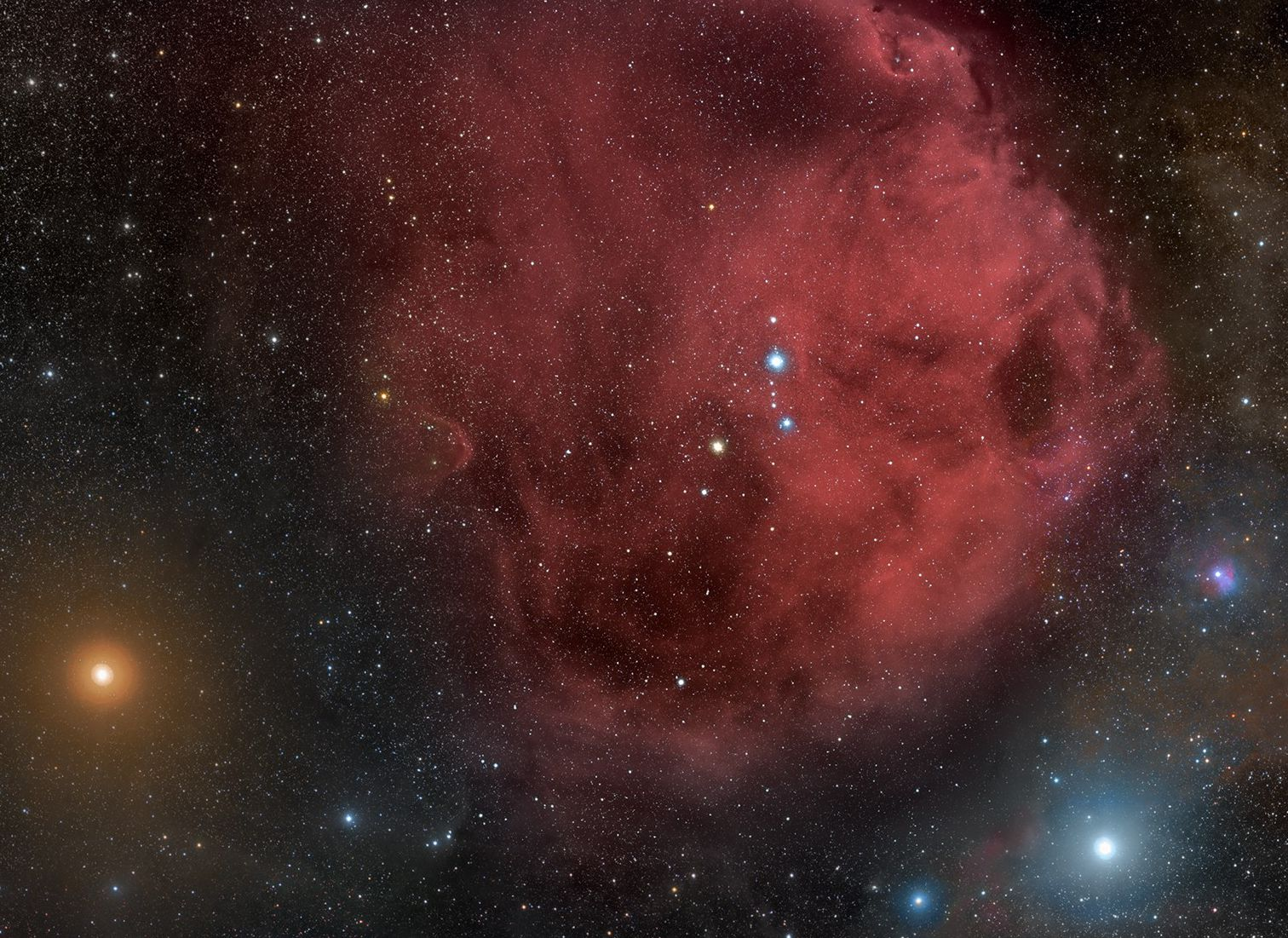
Молекулярное облако Кольцо Лямбды Ориона, вид области звездообразования в туманности, на изображении представлено с помощью длительной экспозиции, более минуты, в видимой области спектра. Бетельгейзе и Беллатрикс находятся к юго-востоку и юго-западу от области.

Шарплесс 264 (Sh2-264, Кольцо Лямбды Ориона) — молекулярное облако и область H II, которое находится в северной части Облака Ориона в созвездии Ориона. Само Облако Ориона является одной из наиболее известных областей звездообразования и ближайшей к Солнцу частью Млечного Пути, в которой формируются звёзды большой массы. Туманность названа по главной звезде в ней, Лямбде Ориона, голубому гиганту, ионизирующему окружающее вещество. Иногда облако называют Туманность Рыба-ангел (англ. Angelfish Nebula) вследствие сходства из-за наличия светлых областей.

## Наблюдения
Лямбда Ориона (также известная как Меисса), находящаяся на расстоянии около 1000 световых лет от Солнца, представляет собой голову созвездия Ориона и расположена к северу от четырёхугольника, образованного звёздами Бетельгейзе, Беллатрикс, Ригель и Саиф. Меисса находится в центре рассеянного скопления Collinder 69, состоящего из молодых горячих звёзд 4-й и 5-й видимой звёздной величины и видимого невооружённым глазом. Скопление можно разрешить на отдельные звёзды, если наблюдать его даже в бинокль. Остальная часть скопления и связанная с ним туманность простираются на несколько сотен световых лет, а центр находится в 1400 световых лет от Солнца.
Протяжённую туманность нельзя наблюдать невооружённым глазом, необходим хотя бы бинокль или маленький любительский телескоп. Туманность хорошо видна при фотографировании с длительной экспозицией, такая фотография представлена сверху на данной странице.
Оранжевый гигант Фи2 Ориона на расстоянии около 116 световых Солнца находится на луче зрения между Лямбдой Ориона и Бетельгейзе, но не является частью описываемой области.
HD 34989 представляет собой бело-голубую звезду главной последовательности, видимую только в оптические приборы, между Лямбдой Ориона и Беллатрикс. Обладает небольшим туманным облаком.

## Изображения

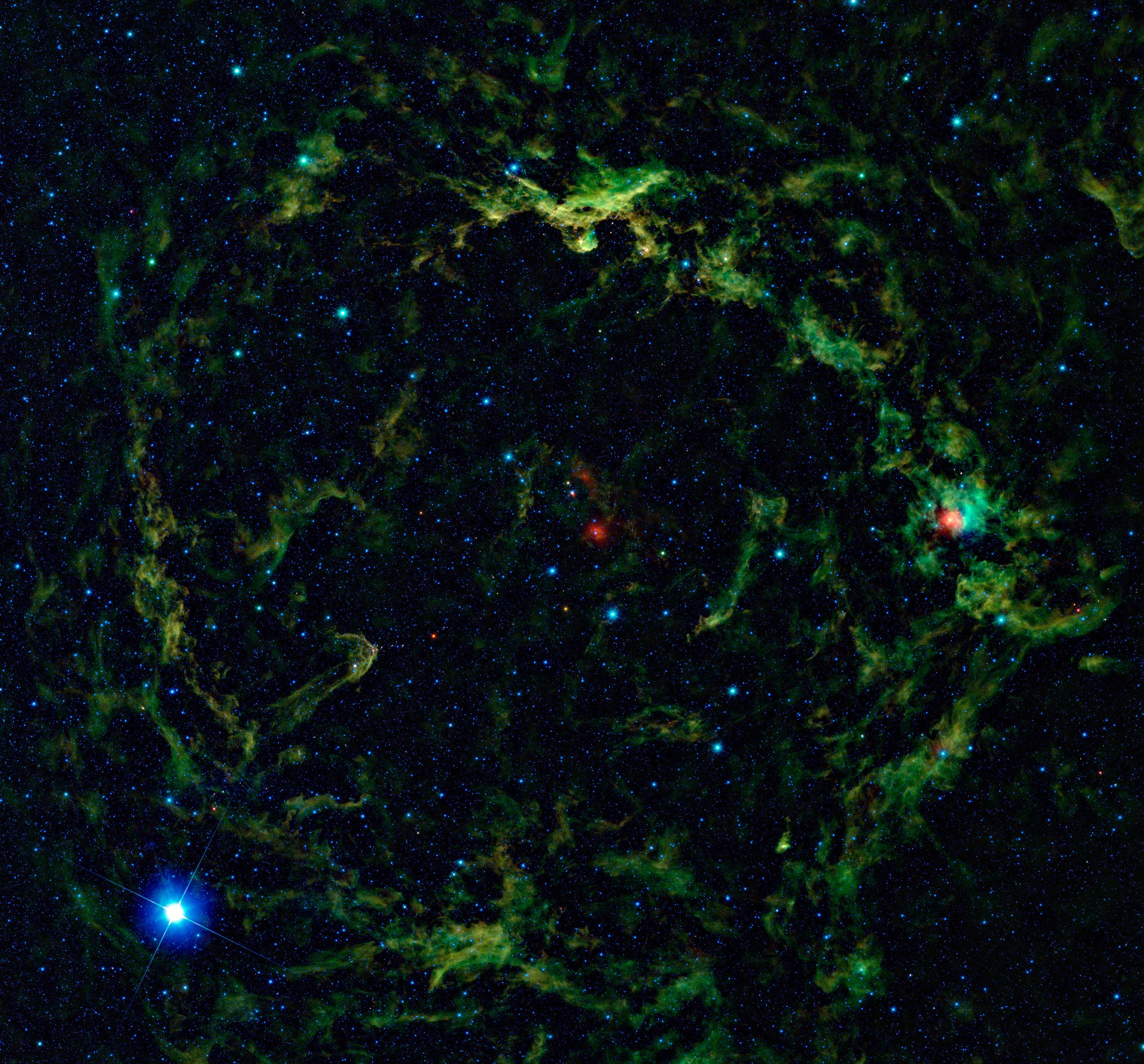
Кольцо видно при наблюдении в инфракрасной части спектра. Изображение включает очень яркий источник инфракрасного излучения Бетельгейзе; при переводе в оптическую часть спектра звезда принимает бело-голубой оттенок.
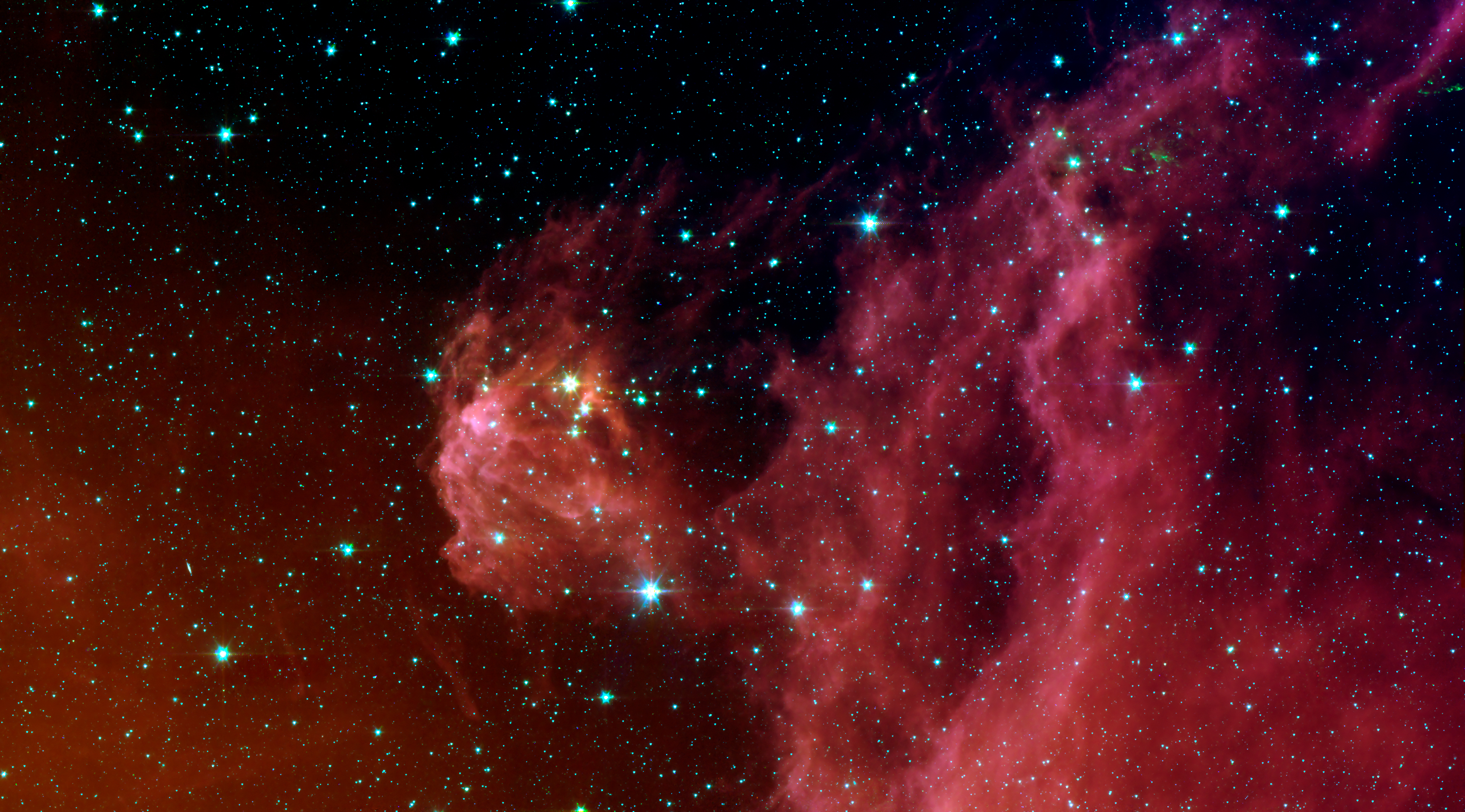
Барнард 30, часть Кольца Лямбды Ориона, наблюдается телескопом Спитцер. В области формируются молодые звёзды.
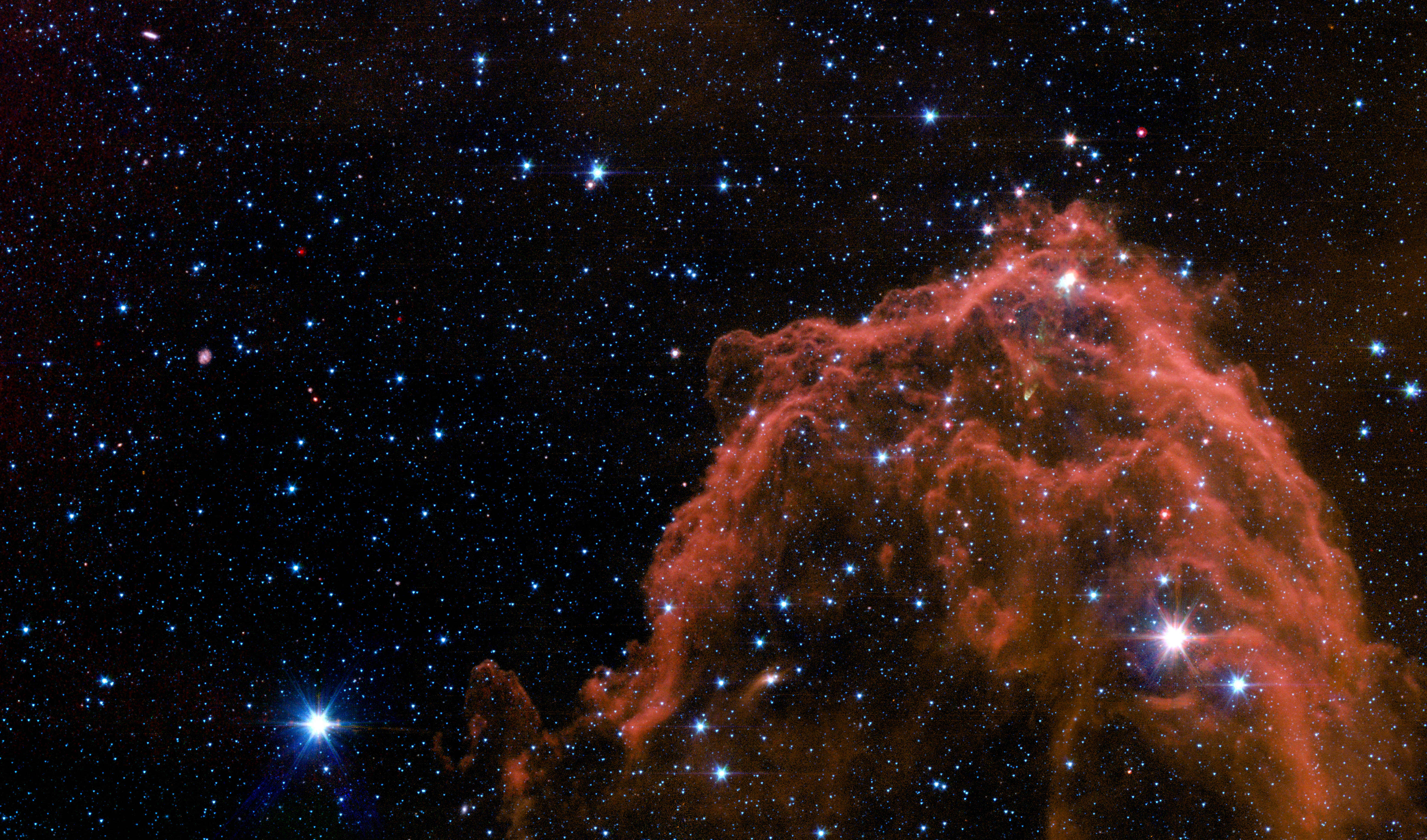
Барнард 35, часть Кольца Лямбды Ориона, наблюдается телескопом Спитцер. Объект Хербига — Аро HH 175 является частью представленной области. Яркая звезда в нижней правой части изображения является FU Ориона.
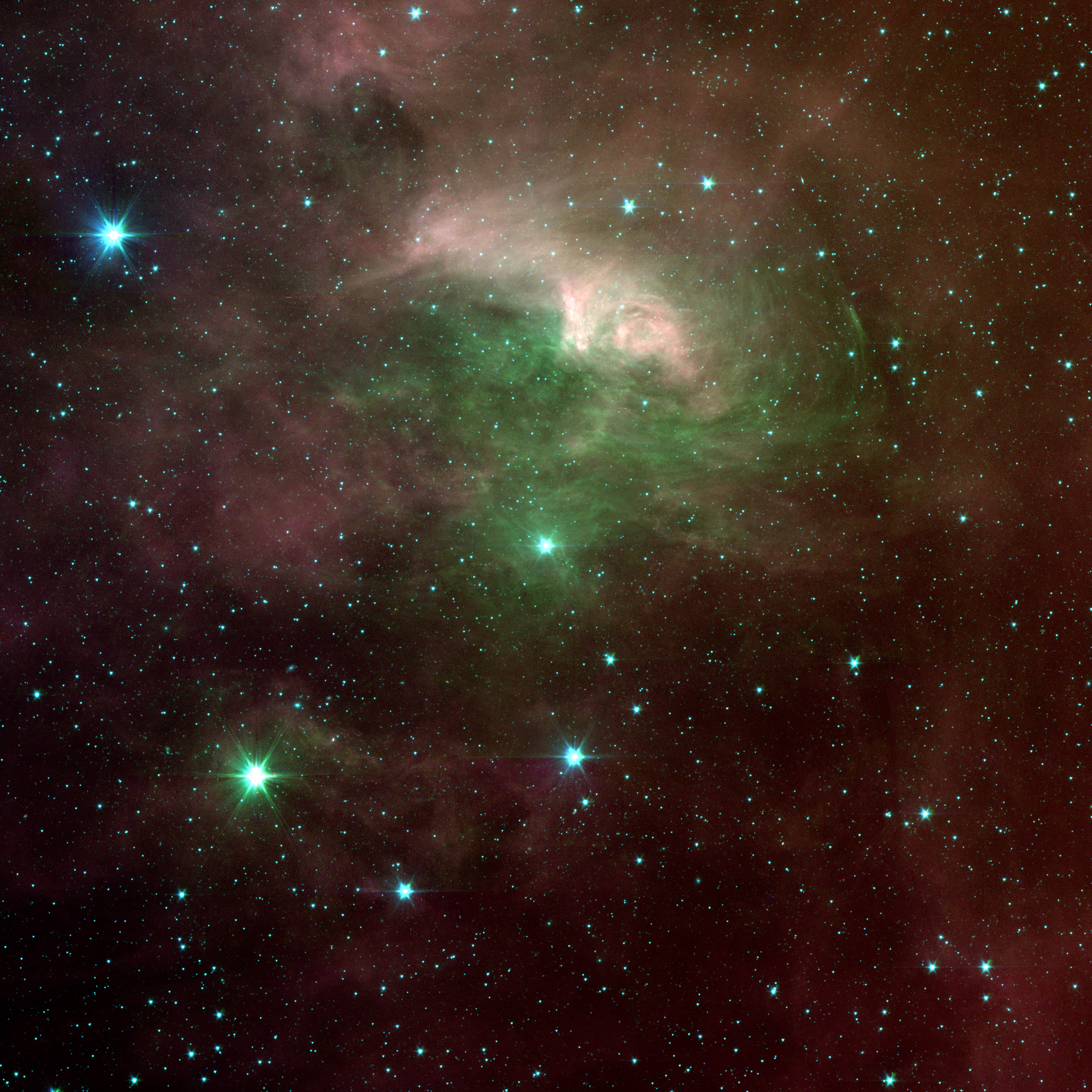
Звезда HD 34989 окружена веществом, являющимся частью Кольца Лямбды Ориона. Изображение области получено телескопом Спитцер.